# Veleposlaništvo Republike Avstrije Ljubljana
Veleposlaništvo Republike Avstrije Ljubljana (nemško: Österreichische Botschaft Laibach) je diplomatsko-konzularno predstavništvo (veleposlaništvo) Republike Avstrije v Republiki Sloveniji s sedežem v Ljubljani.

## Seznam veleposlanikov
- dr. Jutta Stefan-Bastl (1992 - 1994)
  - do 15. januarja 1992 generalna konzulka,
  - do 17. aprila 1992 odpravnica poslov, nato veleposlanica
- dr. Gerhard Wagner (1994 - 2000)
- dr. Ferdinand Mayrhofer-Grünbühel (2001 - 2005)
- dr. Valentin Inzko (2005 - 2009)
- dr. Erwin Kubesch (2009 - 2012)
- dr. Clemens Koja (2012 - 2016)
- mag. Sigrid Berka (2016-2020)[2]
- mag. Elisabeth Ellison-Kramer (2020- )